# 下呂市の地名
- 岐阜県 > 下呂市 > 地名

下呂市の地名では、同市内に存在する町名・字名を一覧にして記す。括弧内は大字の場合は旧自治体名、数字の場合は成立年もしくは廃止年、町名の場合は旧町名である。

## 下呂市発足時
2004年（平成16年）3月1日、益田郡下呂町・萩原町・金山町・小坂町・馬瀬村）が合併して下呂市が発足。成立時の地名を以下に記す。

### 旧・下呂町
- 小川
- 森
- 東上田
- 湯之島
- 幸田
- 三原
- 少ヶ野
- 野尻　（旧・竹原村）
- 乗政　（旧・竹原村）
- 御厩野　（旧・竹原村）
- 宮地　（旧・竹原村）
- 久野川　（旧・上原村）
- 田口　（旧・上原村）
- 夏焼　（旧・上原村）
- 門和佐　（旧・上原村）
- 蛇之尾　（旧・上原村）
- 門原　（旧・中原村）
- 瀬戸　（旧・中原村）
- 火打　（旧・中原村）
- 保井戸　（旧・中原村）
- 三ツ渕　（旧・中原村）
- 焼石　（旧・中原村）
- 和佐　（旧・中原村）

### 旧・萩原町
萩原町の旧地名の頭に「萩原」の文字を冠した。
- 萩原町上村
- 萩原町大ヶ洞
- 萩原町奥田洞
- 萩原町桜洞
- 萩原町上呂
- 萩原町中呂
- 萩原町萩原
- 萩原町花池
- 萩原町古関
- 萩原町宮田
- 萩原町跡津　（旧・川西村）
- 萩原町尾崎　（旧・川西村）
- 萩原町四美　（旧・川西村）
- 萩原町西上田　（旧・川西村）
- 萩原町野上　（旧・川西村）
- 萩原町羽根　（旧・川西村）
- 萩原町山之口　（旧・大野郡山之口村）

### 旧・金山町
金山町の旧地名の頭に「金山」の文字を冠した。
- 金山町金山　（旧・武儀郡金山町）
- 金山町菅田桐洞　（旧・武儀郡菅田町）
- 金山町菅田笹洞　（旧・武儀郡菅田町）
- 金山町大船渡　（旧・下原村）
- 金山町下原町　（旧・下原村）
- 金山町中切　（旧・下原村）
- 金山町中津原　（旧・下原村）
- 金山町福来　（旧・下原村）
- 金山町渡　（旧・下原村）
- 金山町岩瀬　（旧・郡上郡東村）
- 金山町卯野原　（旧・郡上郡東村）
- 金山町乙原　（旧・郡上郡東村）
- 金山町祖師野　（旧・郡上郡東村）
- 金山町戸部　（旧・郡上郡東村）
- 金山町東沓部　（旧・郡上郡東村）
- 金山町弓掛　（旧・郡上郡東村）
- 金山町田島　（旧・加茂郡白川町）

### 旧・小坂町
小坂町の旧地名の頭に「小坂」の文字を冠した。
- 小坂町赤沼田
- 小坂町岩崎
- 小坂町大垣内
- 小坂町大島
- 小坂町大洞
- 小坂町小坂町
- 小坂町落合
- 小坂町門坂
- 小坂町坂下
- 小坂町長瀬
- 小坂町無数原
- 小坂町湯屋

### 旧・馬瀬村
馬瀬村の旧地名の頭に「馬瀬」の文字を冠した。
- 馬瀬井谷
- 馬瀬川上
- 馬瀬黒石
- 馬瀬下山
- 馬瀬数河
- 馬瀬惣島
- 馬瀬中切
- 馬瀬名丸
- 馬瀬西村
- 馬瀬堀之内

## 参考資料
- 角川日本地名大辞典 21 岐阜県
- 下呂市の住所表記 - 下呂市
- 市のプロフィール - 下呂市